# Barbados ai Giochi della XIX Olimpiade
Barbados partecipò per la prima volta nella sua storia ai Giochi olimpici nel 1968 in occasione dei Giochi della XIX Olimpiade, svoltesi a Città del Messico dal 12 al 27 ottobre. La rappresentativa fu composta da nove atleti impegnati in cinque diverse discipline: atletica leggera, ciclismo, nuoto, sollevamento pesi e tiro. Non fu conquistata nessuna medaglia